# XDA Developers
XDA Developers（亦作XDA或xda-developers）是在全球擁有500萬使用者的行動軟體開發社群，始辦於2003年1月，其名稱起源於O2 XDA。
该网站的主要目的是讨论和开发的Android、Windows Phone、Windows Mobile、WebOS、Firefox OS等手机系统，也可用于平板电脑和许多其他设备。并提供相关设备的技术信息、ROM升级、技术支持、Q＆A。每个型号的手机拥有自己的板块。
2009年2月，微软要求XDA Developers删除所有与OEM相关的ROM。对此，XDA Developers提出了一份签署了超过10,000位XDA开发成员签名的请愿书。对此，微软并没有追究相关的责任，而是认为使用由微软提供的ROM在特定的机型和设备上进行定制是可允许的。
2010年2月，XDA Developers推出了XDA门户网站，来进行Android手机、其他手机和平板电脑开发的消息源。